# Maria Krahn
Pour les articles homonymes, voir Krahn.
Maria Krahn, née Maria Katharina Hubertina Krahn le 7 octobre 1896 à Cologne, alors dans le royaume de Prusse (Empire allemand), et morte le 10 décembre 1977 à Gelsenkirchen (Allemagne), est une actrice et doubleuse allemande.

## Biographie
Maria Krahn naît à Cologne le 7 octobre 1896. Elle fréquente l'école d'art dramatique de Louise Dumont après sa scolarité. L'intendant Saladin Schmitt lui obtient son premier engagement au théâtre de Bochum.
Elle joue ensuite à Francfort-sur-le-Main et à Hambourg. Enfin, elle se produit sur les Reinhardt-Bühnen (de) à Berlin jusqu'en 1933. À l'aube de l'ère du film sonore, elle devient une actrice de soutien recherchée. Elle est surtout connue pour ses rôles dans Die lustigen Weiber (1936), Les Piliers de la société (Stützen der Gesellschaft, 1935) et Kongo-Express (de) (1939).
Après la fin de la guerre, elle se tourne à nouveau vers le théâtre et, de 1955 à 1959, elle joue sur les scènes de Wuppertal, puis, à partir de 1960, elle joue sur les scènes municipales de Gelsenkirchen et de nouveau au théâtre de Bochum.
Elle meurt le 10 décembre 1977 à Gelsenkirchen, en Rhénanie-du-Nord-Westphalie, à l'époque en Allemagne de l'Ouest.

### Vie privée
En 1928, elle épouse le metteur en scène et directeur artistique Hans Hinrich (1903-1974).

## Filmographie partielle
- 1931 : Wibbel the Tailor (en) de Paul Henckels
- 1934 : Une maîtresse femme (en) (Ein Mädchen mit Prokura) d'Arzén von Cserépy
- 1935 : Les Piliers de la société de Douglas Sirk
- 1935 : Nur nicht weich werden, Susanne!
- 1936 : Die Entführung
- 1936 : August der Starke
- 1937 : Andere Welt
- 1937 : Togger
- 1937 : Frauenliebe - Frauenleid d'Augusto Genina
- 1938 : Napoleon ist an allem schuld
- 1939 : Kongo-Express (de)
- 1939 : Wir tanzen um die Welt
- 1941 : Ma vie pour l'Irlande
- 1941 : Illusion de Victor Tourjanski
- 1942 : Le Grand Roi (Der große König)
- 1950 : Gesprengte Gitter
- 1950 : Petite Maman de Josef von Báky